# Coccophagus zinniae
Coccophagus zinniae är en stekelart som beskrevs av De Santis 1979. Coccophagus zinniae ingår i släktet Coccophagus och familjen växtlussteklar. Inga underarter finns listade i Catalogue of Life.